# Petrașivka, Tulciîn
Petrașivka (în ucraineană Петрашівка) este un sat în comuna Pecera din raionul Tulciîn, regiunea Vinnița, Ucraina.

## Demografie
Componența lingvistică a localității Petrașivka
     Ucraineană (98,55%)
     Rusă (1,45%)
Conform recensământului din 2001, majoritatea populației localității Petrașivka era vorbitoare de ucraineană (98,55%), existând în minoritate și vorbitori de rusă (1,45%).